# Das große Allgemeinwissensquiz
Das große Allgemeinwissensquiz ist ein von Sat.1 ausgestrahltes Fernsehquiz. Die erste Ausgabe wurde am 1. Juni 2011 gesendet.
Moderiert wurde die Sendung zunächst von Johannes B. Kerner. 2024 kehrte die Sendung zurück und wird seitdem von Jörg Pilawa moderiert.

## Prinzip

### 2011
In diesem Quiz wurde abwechselnd auf der Straße und im Studio gequizzt. Auf der Straße qualifizierten sich die Kandidaten zunächst, indem sie alle Fragen des Außenreporters Ulf Oswold richtig beantworten. Im Studio stellte dann Johannes B. Kerner in den jeweiligen Duellrunden Multiple-Choice-Fragen; teilweise gab es auch Studiospiele. Der Gewinner eines Duells konnte jeweils entscheiden, ob er gegen einen weiteren Kandidaten antritt, der sich auf der Straße qualifiziert hat. Der so genannte Champion konnte somit seinen Titel verteidigen – je häufiger er das schafft, umso höher war sein Gewinn. Dabei erhielten die Kandidaten Unterstützung durch zwei prominente Joker.
Die Gewinne reichten von 10.000 Euro für das erste gewonnene Duell (dieses ist gleichzeitig die Sicherheitsstufe) über 25.000 Euro, 50.000 Euro, 75.000 Euro, 125.000 Euro, 250.000 Euro bis zum Hauptgewinn von 500.000 €. Die Anzahl der richtig zu beantwortenden Fragen stieg dabei mit der Höhe der Gewinnsumme.

#### Bisherige Joker
| Ausgabe | Prominente Joker | Prominente Joker   |
| ------- | ---------------- | ------------------ |
| 1       | Jan Hofer        | Oliver Pocher      |
| 2       | Hellmuth Karasek | Oliver Pocher      |
| 3       | Hellmuth Karasek | Til Schweiger      |
| 4       | Hellmuth Karasek | Oliver Welke       |
| 5       | Hellmuth Karasek | Elton              |
| 6       | Hellmuth Karasek | Elton              |
| 7       | Hellmuth Karasek | Ulla Kock am Brink |
| 8       | Hellmuth Karasek | Ulla Kock am Brink |

### Seit 2024
Wie auch im Jahr 2011 wurde abwechselnd auf der Straße und im Studio gequizzt. Auf der Straße qualifizierten sich die Kandidaten zunächst, indem sie alle Fragen des Außenreporters Fabian Köster richtig beantworten. Im Studio stellte dann Jörg Pilawa in den jeweiligen Duellrunden Multiple-Choice-Fragen; teilweise gab es auch Studiospiele. Der Gewinner eines Duells konnte jeweils entscheiden, ob er gegen einen weiteren Kandidaten antritt, der sich auf der Straße qualifiziert hat. Der so genannte Champion konnte somit seinen Titel verteidigen – je häufiger er das schafft, umso höher war sein Gewinn. Dabei erhielten die Kandidaten Unterstützung durch zwei prominente Joker.
Die Gewinne reichten von 2.500 Euro für das erste gewonnene Duell (dieses ist gleichzeitig die Sicherheitsstufe) über 5.000 Euro, 7.500 Euro, 10.000 Euro (dieses ist gleichzeitig die zweite Sicherheitsstufe), 20.000 Euro, 30.000 Euro bis zum Hauptgewinn von 50.000 Euro. Die Anzahl der richtig zu beantwortenden Fragen stieg dabei mit der Höhe der Gewinnsumme.

#### Bisherige Joker
| Staffel | Ausgabe | Datum          | Prominente Joker       | Prominente Joker   |
| ------- | ------- | -------------- | ---------------------- | ------------------ |
| 1       | 9       | 11. April 2024 | Linda Zervakis         | Johannes B. Kerner |
| 1       | 10      | 18. April 2024 | Katrin Bauerfeind      | Jens Riewa         |
| 1       | 11      | 25. April 2024 | Laura Karasek          | Uwe Ochsenknecht   |
| 1       | 12      | 2. Mai 2024    | Enie van de Meiklokjes | Alexander Herrmann |
| 1       | 13      | 9. Mai 2024    | Dunja Hayali           | Esther Schweins    |
| 2       | 14      | 29. Mai 2025   | Moritz Bleibtreu       | Martina Hill       |
| 2       | 15      | 5. Juni 2025   | Andrea Kiewel          | Johannes B. Kerner |
| 2       | 16      | 19. Juni 2025  | Arabella Kiesbauer     | Max Giesinger      |
| 2       | 17      | 26. Juni 2025  | Vanessa Mai            | Florian Lukas      |
| 2       | 18      | 3. Juli 2025   | Beatrice Egli          | Boris Becker       |
| 2       | 19      | 10. Juli 2025  | Christine Urspruch     | Chris Tall         |

## Ausstrahlung und Einschaltquoten
| Ausgabe | Datum        | Zuschauer Gesamt | 14 bis 49 Jahre | Marktanteil Gesamt | 14 bis 49 Jahre |
| ------- | ------------ | ---------------- | --------------- | ------------------ | --------------- |
| 2011    |              |                  |                 |                    |                 |
| 0001    | 1. Juni      | 2,45 Mio.        | 1,11 Mio.       | 11,1 %             | 09,0 %          |
| 0002    | 8. Juni      | 2,29 Mio.        | 1,07 Mio.       | 11,2 %             | 07,8 %          |
| 0003    | 5. Oktober   | 2,39 Mio.        | 1,22 Mio.       | 10,2 %             | 09,8 %          |
| 0004    | 12. Oktober  | 3,01 Mio.        | 1,23 Mio.       | 10,1 %             | 09,8 %          |
| 0005    | 26. Oktober  | 2,87 Mio.        | 1,33 Mio.       | 10,6 %             | 09,0 %          |
| 0006    | 9. November  | 2,83 Mio.        | 1,31 Mio.       | 10,6 %             | 09,3 %          |
| 0007    | 30. November | 2,64 Mio.        | 1,26 Mio.       | 10,9 %             | 08,9 %          |
| 0008    | 21. Dezember | 2,28 Mio.        | 0,98 Mio.       | 7,9 %              | 07,2 %          |
| 2024    |              |                  |                 |                    |                 |
| 0009    | 11. April    | 2,50 Mio.        | 1,58 Mio.       | 08,2 %             | 06,9 %          |
| 00010   | 18. April    | -                | -               | -                  | -               |
| 00011   | 25. April    | 1,37 Mio.        | -               | 08,3 %             | 05,1 %          |
| 00012   | 2. Mai       | 1,23 Mio.        | 0,37 Mio.       | -                  | 06,7 %          |
| 00013   | 9. Mai       | 1,16 Mio.        | 0,41 Mio.       | 08,1 %             | 04,9 %          |